# Viðarlundin á Selatrað

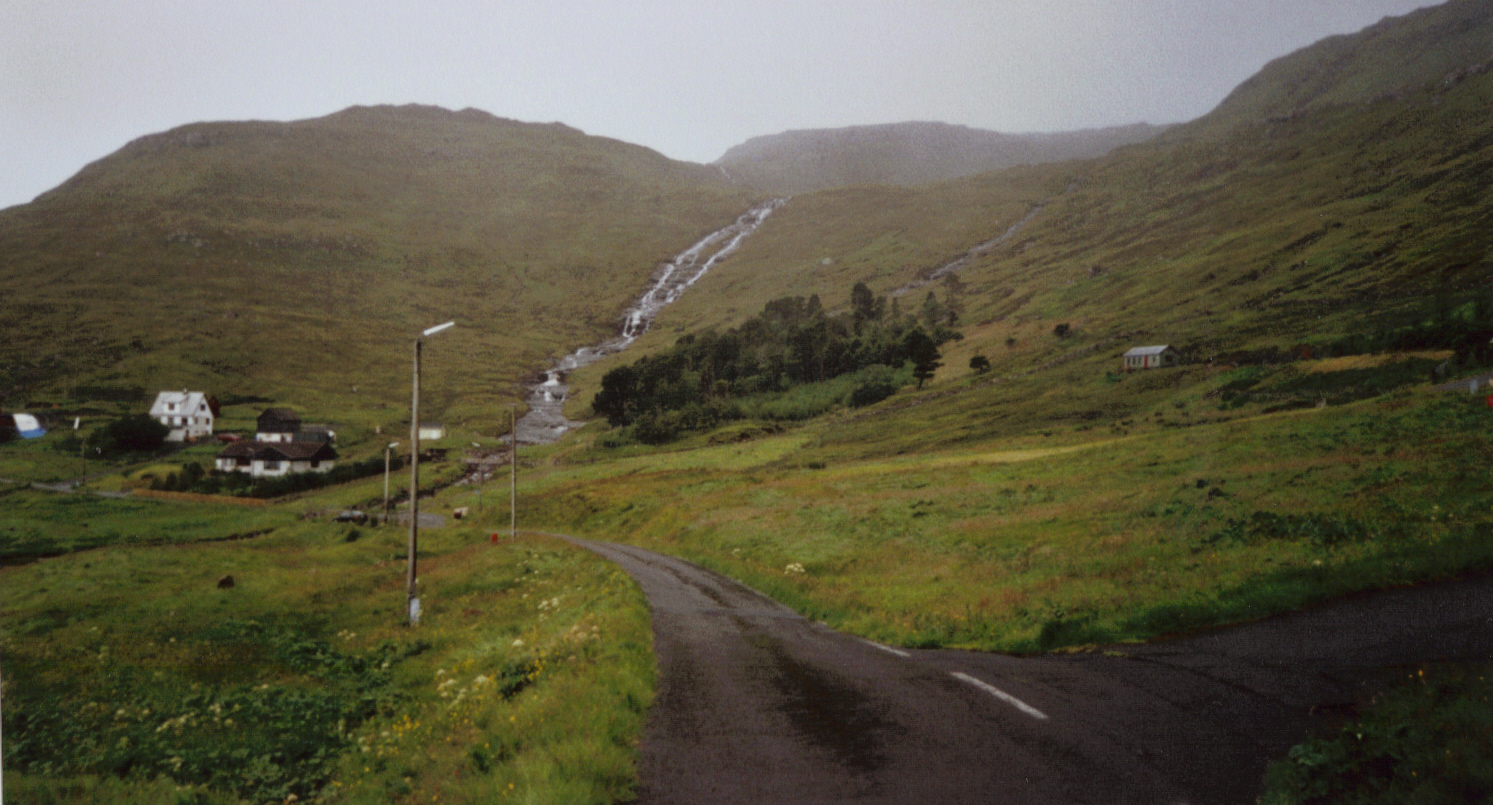
Blick zum Wald

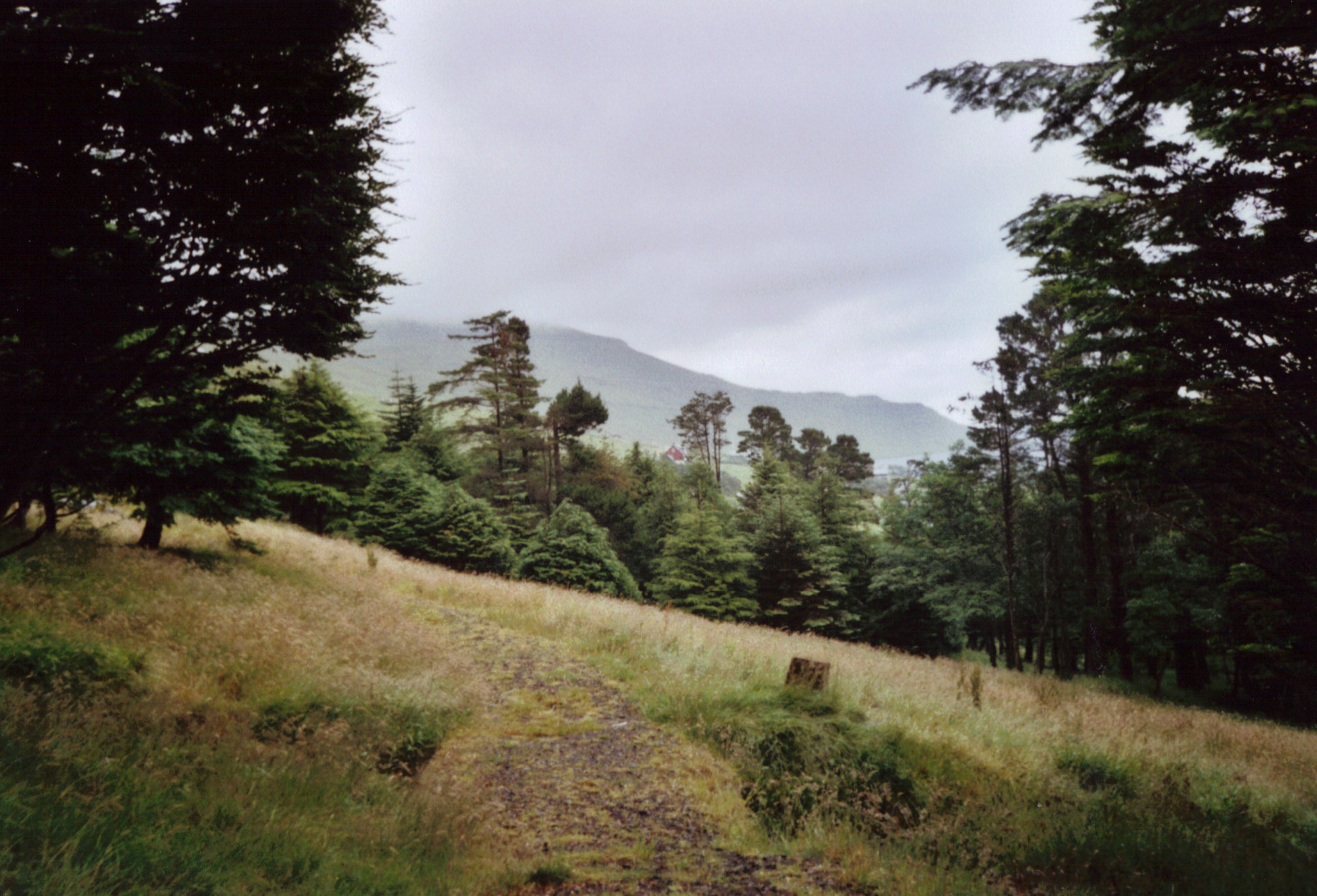
Wanderweg im Wald

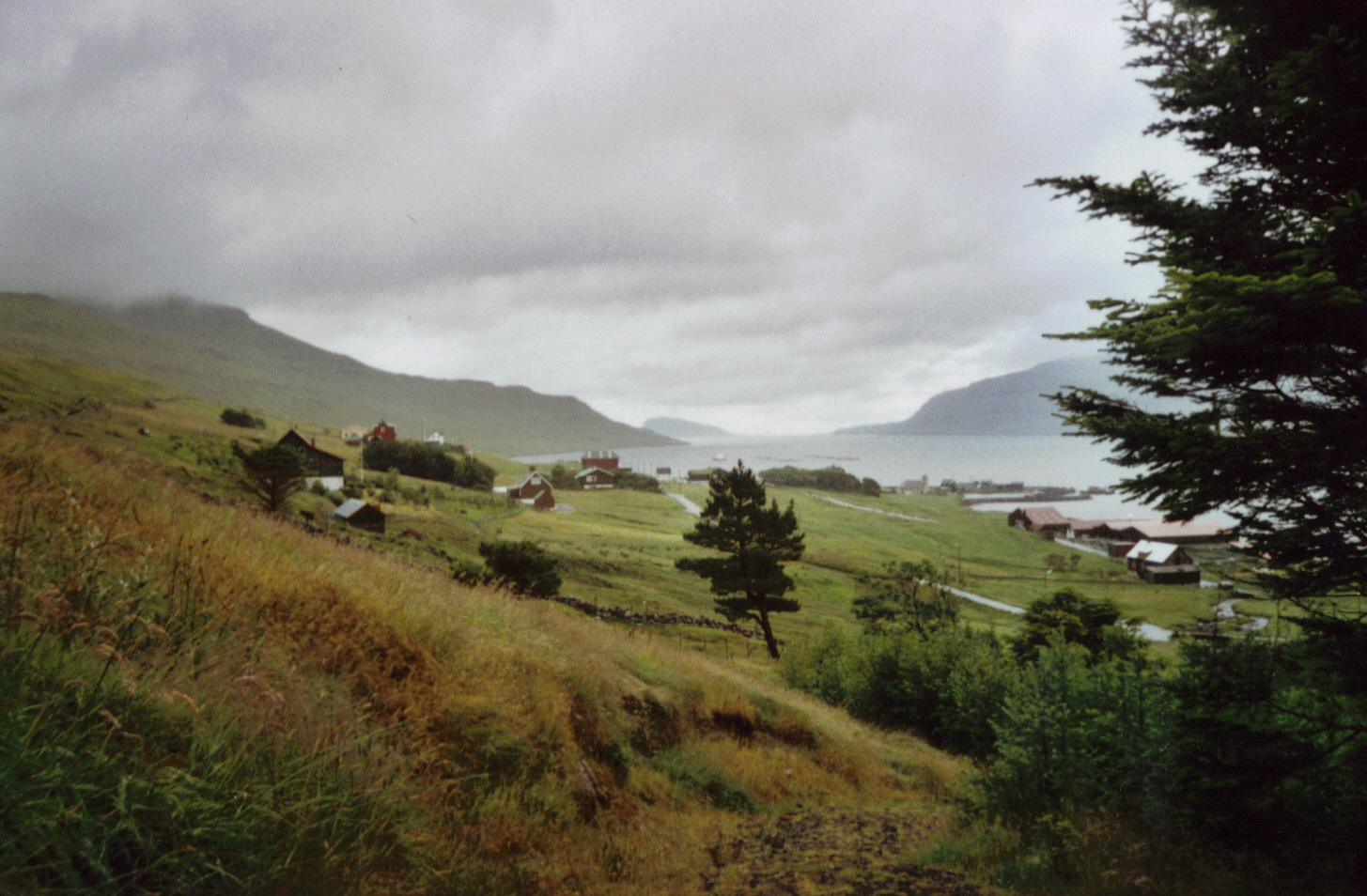
Blick vom Wald zum Dorf

Viðarlundin á Selatrað ist ein Wald am Nordwestrand des Dorfes Selatrað auf der färöischen Insel Eysturoy. Das färöische Wort viðarlund bedeutet wörtlich „Gehölz“ und bezeichnet eine Parkanlage oder einen Wald auf den Färöern, von deren Fläche nur 0,06 % bewaldet sind.
Der Viðarlundin á Selatrað besteht zu etwa 66 % aus Nadelbäumen – drei Viertel davon sind Kiefern, 18 % Fichten und 6 % Lärchen – und zu rund 34 % aus Laubbäumen, von denen 83 % Eschen, 13 % Ahorn und 4 % Birken sind. Der Wald befindet sich etwa 40 m. ü. d. M. auf einem leicht ansteigenden Gelände am Bach Sandá.
Der Viðarlundin á Selatrað wurde ab 1913 angelegt und ist damit einer der ältesten Wälder der Färöer. Ursprünglich gehörte er der dänischen Gesellschaft Det danske Hedelseskab, seit 1948 ist er im Besitz der Forstbehörde (Skógfriðingarnevndin) der Färöer. Im Jahre 1974 wurde er durch Zukauf um ein 4 × 70 m großes Grundstück östlich des Baches Sandá erweitert. Bei einem schweren Orkan im Dezember 1988 wurden zahlreiche Bäume entwurzelt, später jedoch durch neu gepflanzte Bäume ersetzt.
Der Viðarlundin á Selatrað bedeckt insgesamt eine Fläche von 15.500 m² auf dem Grundstück Flur 108. Damit ist er nach dem 17.200 m² großen Viðarlundin í Søldarfirði der zweitgrößte Wald der Insel Eysturoy.
Die Färöer sind mit ihrem feuchten kühlen Klima und der salzhaltigen Luft für das Gedeihen von Bäumen denkbar ungeeignet, denn die Bodenkrume ist relativ dünn und bietet Baumwurzeln wenig Halt. Nicht selten weht starker Wind, der Bäume entwurzeln kann, und es kommt vor, dass die Bäume in einem milden Januar oder Februar ausschlagen und im Frühjahr durch plötzlich einbrechenden Frost überrascht werden.
Der Viðarlundin á Selatrað ist eine besondere Sehenswürdigkeit der Gemeinde Selatrað, da hier seit fast 100 Jahren demonstriert wird, dass auf den Färöern durchaus ein Wald bzw. eine Parkanlage existieren kann. Wie alle Wälder bzw. Parkanlagen der Färöer außerhalb der Hauptstadt Tórshavn ist auch der Viðarlundin á Selatrað, eingezäunt, um die Bäume vor Nahrung suchenden Schafen zu schützen. Der Wald wird von befestigten Spazierwegen mit Ruhebänken durchzogen, an mehreren Stellen bietet sich ein schöner Blick auf das Dorf Selatrað und das Meer bis hin zur Nachbarinsel Streymoy.